# Woman (canção de Doja Cat)
"Woman" é uma canção gravada pela rapper e cantora estadunidense Doja Cat para seu terceiro álbum de estúdio Planet Her (2021). É uma faixa afrobeats com o tema lírico da feminilidade divina. Depois de ganhar popularidade na Europa, onde entrou no top 10 em países como França, Dinamarca, Grécia, Suíça, Lituânia e Portugal, a canção foi enviada as rádios mainstream da Itália como o quarto single do álbum em 1 de outubro de 2021.

## Desempenho comercial

### Tabelas semanais
| Tabela musical (2021-2022)                   | Melhor posição |
| -------------------------------------------- | -------------- |
| África do Sul (RISA)                         | 28             |
| Alemanha (Offizielle Deutsche Charts)        | 18             |
| Argentina (Argentina Hot 100)                | 77             |
| Austrália (ARIA)                             | 16             |
| Áustria (Ö3 Austria Top 75)                  | 17             |
| Bélgica (Ultratop 50 da Valônia)             | 10             |
| Bélgica (Ultratop 50 de Flandres)            | 30             |
| Canadá (Canadian Hot 100)                    | 29             |
| República Checa (Singles Digitál Top 100)    | 13             |
| Dinamarca (Hitlisten)                        | 9              |
| Eslováquia (Rádio Top 100)                   | 64             |
| Eslováquia (Singles Digitál Top 100)         | 11             |
| Espanha (PROMUSICAE)                         | 79             |
| Estados Unidos (Billboard Hot 100)           | 62             |
| Estados Unidos (Billboard Mainstream Top 40) | 32             |
| Estados Unidos (Billboard R&B/Hip-Hop Songs) | 14             |
| Estados Unidos (Billboard Rhythmic)          | 35             |
| Finlândia (Suomen virallinen lista)          | 17             |
| França (SNEP)                                | 8              |
| Mundo (Billboard Global 200)                 | 11             |
| Grécia (IFPI)                                | 5              |
| Hungria (Rádiós Top 40)                      | 27             |
| Hungria (Single Top 40)                      | 21             |
| Hungria (Stream Top 40)                      | 16             |
| Índia (IMI)                                  | 5              |
| Irlanda (IRMA)                               | 11             |
| Itália (FIMI)                                | 59             |
| Lituânia (AGATA)                             | 7              |
| Malásia (RIM)                                | 12             |
| Noruega (VG-lista)                           | 20             |
| Nova Zelândia (Recorded Music NZ)            | 9              |
| Países Baixos (Dutch Top 40)                 | 30             |
| Países Baixos (Single Top 100)               | 12             |
| Portugal (AFP)                               | 6              |
| Reino Unido (UK Singles Chart)               | 13             |
| Romênia (Romanian Top 100)                   | 79             |
| Singapura (RIAS)                             | 8              |
| Suécia (Sverigetopplistan)                   | 44             |
| Suíça (Schweizer Hitparade)                  | 7              |

## Vendas e certificações
| Região | Certificação | Vendas     |
| --- | ------------ | ---------- |
| Austrália (ARIA)                                                                                                   | Platina      | 70,000‡    |
| Dinamarca (IFPI Dinamarca)                                                                                         | Ouro         | 45,000‡    |
| França (SNEP) | Platina      | 200,000‡   |
| Itália (FIMI) | Ouro         | 35,000‡    |
| Noruega (IFPI Noruega)                                                                                             | Ouro         | 30,000‡    |
| Nova Zelândia (RMNZ)                                                                                               | Platina      | 30,000‡    |
| Portugal (AFP) | Platina      | 10,000‡    |
| Reino Unido (BPI)                                                                                                  | Prata        | 200,000‡   |
| Streaming |              |            |
| Grécia (IFPI Grécia)                                                                                               | Ouro         | 1,000,000† |
| ‡vendas+valores de streaming baseados apenas na certificação †números de streaming baseados apenas na certificação |              |            |